# Katsuhiro Ōtomo
Katsuhiro Ōtomo (大友 克洋?, Ōtomo Katsuhiro; Tome, 14 aprile 1954) è un regista, fumettista e sceneggiatore giapponese.

## Biografia

### Gli esordi
Katsuhiro Ōtomo nasce ad Hasama (diventata poi Tome) nella prefettura di Miyagi, 400 km a nord-est di Tokyo, il 14 aprile del 1954. Finita la scuola superiore decide di trasferirsi a Tokyo per cercare lavoro come disegnatore e sceneggiatore.
Firma il suo primo contratto per una serie di brevi strip da pubblicare settimanalmente sulla rivista Action, la prima delle quali è, a partire dal 4 ottobre 1973, Jûsei, un adattamento della novella Mateo Falcone dello scrittore e drammaturgo francese Prosper Mérimée. Ne seguiranno diverse altre, tra cui Shinyû, Sumairii Ojisan e Jôkai Kaze.
Il 25 aprile del 1974 viene pubblicata, ancora su Action, Boogie Woogie Waltz 1, una raccolta di storie brevi che delineano la realtà urbana di una sempre più caotica Tokyo contemporanea, fra abuso di droghe, musica rock, violenze, sesso, omicidi; la seconda parte esce circa un mese più tardi. Ancora decisamente sperimentale per lo stile, è un lavoro chiave della sua prima produzione, che lo stesso Ōtomo nel 1981 proporrà alla casa editrice Kōdansha di ripubblicare in un unico volume, con la volontà di rintracciare il suo passato di mangaka.
Nel 1978 disegna e pubblica sulla testata Young Comic una personale parodia di Hänsel e Gretel dei fratelli Grimm. Inizia così la realizzazione di una serie di parodie di classici occidentali, da Il Mago di Oz a Biancaneve, da I tre porcellini a Robinson Crusoe.

### 1979 -Fireball
È del 1979, dopo anni di storie brevi, il lavoro più importante della produzione che va dal 1971 al 1979: il 27 gennaio, su Draks Action esce Fireball, della lunghezza di 50 pagine. L'introduzione è un omaggio all'opera "Mano con sfera riflettente" dell'artista incisore olandese M. C. Escher e le pagine seguenti compongono un dettagliato corpo contraddistinto da quelle che saranno, per le produzioni a venire, le principali caratteristiche stilistiche e tematiche di Otomo: efficace semplicità nei volti, pulizia del tratto, dettagliate e monumentali architetture, ritmo narrativo incalzante, attenzione alle tecnologie, poteri telecinetici, esplosioni atomiche.
È interessante notare che Fireball, nonostante sia un'opera formalmente incompiuta, in realtà testimonia la capacità di sintesi dell'autore che, in poche tavole riesce a offrire la necessaria quantità di informazioni al lettore, un'abilità certamente sviluppata nei molti anni di produzione di racconti brevi.
Fireball è l'ouverture a una lunga, costante e variegata attività artistica, e conferma definitivamente l'autore nel panorama nazionale.
Nel marzo del 1979 esce Short Piece, raccolta di alcuni lavori eseguiti fra il 1976 e il 1979. Nel luglio dello stesso anno esce il numero 7 della rivista mensile PAFU completamente dedicato a Otomo, sulla scia del successo di Fireball. Infine, sempre nel 1979, a ottobre esce una terza pubblicazione, Highway Star, seconda raccolta di storie brevi disegnate tra il 1975 e il 1978. Nel 1980, fra la creazione di altre storie brevi e la realizzazione di nuove rivisitazioni in chiave parodistica di altrettanti classici, arriva la prima parte di quella che sarà un'altra opera chiave dell'autore, Domu (in Italia Sogni di bambini).
Nel 1981 escono quindi le seguenti pubblicazioni:
- Good Weather, raccolta di storie brevi prodotte tra il 1974 e il 1980;
- Sayonara Nippon, altra raccolta di storie disegnate tra il 1977 e il 1980;
- Hansel To Gretel, raccolta di tutte le parodie e rielaborazioni di classici occidentali finora realizzate;
- Il manga autoconclusivo Apple Paradise.

### 1982 -Domu
Alla fine del 1982 Otomo inizia la stesura di Akira e completa Domu, pubblicato un anno dopo in un unico volume che ne raccoglie le quattro parti con l'aggiunta di materiale inedito rispetto alla serializzazione vista sulla rivista Draks Action.
Premiato con lo "Science Fiction Grand Prix Award" nel 1983 e primo manga a essere onorato con tale riconoscimento, Domu narra di una serie di misteriosi omicidi che avvengono in un enorme complesso condominiale. Vagando smarrita in cerca di indizi nel tentativo di risolvere il caso, la polizia scettica e intimorita non riesce mai del tutto a entrare in quel microcosmo e a scoprire, o ad immaginare, le vere cause delle morti. Servirà il coraggio di una bambina per porre fine alla serie di inspiegabili incidenti.
In Domu Otomo matura molte delle caratteristiche del suo stile, come la maniera di concepire e disegnare gli sfondi e i volti dei personaggi. Sotto il profilo tematico, poi, riprende temi già affrontati in Fireball, come i poteri telecinetici.
Dello stesso anno è la pubblicazione di Kibun Ha Mô Sensô, su soggetto di Toshihiko Yahagi, e della già introdotta raccolta Boogie Woogie Waltz.

### Disegni in movimento: l'animazione
Nel 1983 lavora come character designer al film Genma Taisen (Harmagedon - La guerra contro Genma), per la regia di Rintarō, primo contributo dell'autore nella realizzazione di un anime. Il risultato è ben visibile nell'artbook edito lo stesso anno, Character off - Genma Taisen.
Nell'arco di tempo che va dal 1982 al 1990 Otomo completa la realizzazione di Akira, che sarà pubblicato in Giappone in sei volumi tra il 1984 e il 1993. Tra il 1982 edil 1987 si occupa anche dei titoli di testa e di coda del programma televisivo You, del lungometraggio animato tratto da Akira (del 1988, con sceneggiatura scritta a quattro mani insieme a Izō Hashimoto), di varie illustrazioni pubblicitarie (per la macchina fotografica T70 Gun edil condizionatore 'Honda City Turbo 2'), dell'uscita della ristampa di Short Piece (1986), delle sequenze di apertura e chiusura del lungometraggio animato Robot Carnival (1987), del cortometraggio Koji Chusi Meirei, terzo episodio dell'animazione Manie Manie Meikyu Monogatari (sempre del 1987, edito in Italia come Manie-Manie - I racconti del labirinto), e della preparazione e pubblicazione dell'artbook antologico KABA (1989).
Nel 1989 esce in Giappone Otomo Anthology 1, la prima di due antologie che raccolgono lavori realizzati tra il 1977 e il 1982, tra cui Fireball.

### La consacrazione conAkira
Akira è l'opera che da molti è considerata il capolavoro di Katsuhiro Otomo.
Come dichiarato dallo stesso autore a proposito dell'incompletezza di Fireball, egli passò diversi anni nel tentativo di riprendere e concludere la storia, per poi arrivare alla consapevolezza di doverlo scrivere da capo, con più tempo a disposizione e con l'obiettivo di approfondire quello che inizialmente era stato solamente accennato.
È così che nasce Akira, la sua opera più significativa e conosciuta: 2200 tavole mostrano una viva e pulsante Neo-Tokyo del 2019 costruita sulle rovine della precedente Tokyo, semidistrutta da un'esplosione atomica. Un giovane biker, Shotaro Kaneda, si ritroverà coinvolto nelle conseguenze che deriveranno dall'incontro che il suo migliore amico Tetsuo Shima farà con un misterioso bambino proprio tra le rovine situate nell'epicentro della vecchia esplosione, lasciate intatte al centro della città.
Personaggi profondi e memorabili, un ritmo narrativo teso e incalzante e un notevole impatto visivo compongono un'opera destinata a influenzare centinaia di artisti nipponici e d'oltre confine per anni.
Akira, il lungometraggio d'animazione che viene tratto dal manga omonimo nel 1988, diverrà dal canto suo un nuovo punto di riferimento in termini di realizzazione, tecnologia e organizzazione nel campo dell'animazione e darà un contributo fondamentale all'affermazione dell'animazione giapponese sulla scena cinematografica mondiale. In seguito alla sua uscita, un'abbondante quantità di merchandise, artbook e materiale a tema invade il globo sulla scia del culto generato dal manga e dal film: da segnalare in proposito l'uscita nel 1995 dell'artbook "Akira Club", pubblicato anche in Italia da Planet Manga.

### OltreAkira
Del 1990 è la serie manga The Legend of Mother Sarah, con soggetto disegnato da Nagayasu Takumi, pubblicato in Italia da Planet Manga. L'anno seguente realizza il live-action World Apartment Horror, esordio alla regia di un film con attori in carne e ossa dopo le esperienze nell'animazione, tratto dal suo manga omonimo realizzato nello stesso anno in collaborazione con Satoshi Kon e Keiko Nobumoto.
Sempre nel 1991 scrive l'anime Roujin Z, di cui poi è stato realizzato anche il manga (in Italia ZeD). Suoi sono questa volta soggetto, sceneggiatura, character e mecha design, su disegni di Tai Okada, mentre la regia dell'anime è di Hiroyuki Kitakubo.
Dal 1991 al 1995 si concentra principalmente sull'animazione e pubblica alcuni racconti come Night Flames (pubblicato nella Otomo Anthology 2 nel 1996). Nel 1995 supervisiona il film di animazione a episodi Memories, di cui dirigerà il terzo episodio intitolato Taihō no Machi (Cannon Fodder).
Del 1996 è anche l'omaggio a Batman intitolato Batman, the Third Mask all'interno della pubblicazione Batman: Black & White. Nello stesso anno inizia i lavori del suo secondo lungometraggio animato, Steamboy.
Tra il 1996 e il 2002 partecipa da dietro le quinte a diverse opere di animazione come Perfect Blue di Satoshi Kon, al quale da un piccolo supporto; Spriggan, diretto da Norihiko Sudo, del quale cura la supervisione; Metropolis, diretto da Rintaro, del quale scrive la sceneggiatura. Esce nel 2002 il testo per bambini Hipira, in collaborazione con Shinji Kimura.

### Steamboy, opera controversa
Nel luglio del 2004 esce nelle sale Steamboy, secondo lungometraggio animato di Ōtomo. Il film lascia la critica fredda (soprattutto quella statunitense), così come molti fan che lamentano una mancanza di complessità dell'opera rispetto ad Akira, visti tra l'altro anche i lunghi tempi di produzione.
La pellicola, per quanto più lunga della media, soffre i limiti della durata di un film, ma si impone comunque per il ritmo delle molte scene d'azione e per la realizzazione delle architetture, degli sfondi e dei macchinari dettagliati. Ciò che ha deluso molti critici e fan spesso è l'eccessiva semplicità e linearità dell'intreccio, considerato a volte del tutto prevedibile, se non abusato, e mancante di un vero climax nella troppo lunga sequenza d'azione finale, fatta di interminabili esplosioni.
Al tempo stesso, un altrettanto congruo numero di critici e di spettatori ha, al contrario, sottolineato come linearità e semplicità non corrispondano necessariamente a superficialità e banalità, e come l'obiettivo degli sceneggiatori non fosse necessariamente una serie di colpi di scena inaspettati o un complesso intreccio della trama, quanto piuttosto sviluppare l'ambiguo rapporto che sussiste tra Ray Steam (il protagonista), suo padre e suo nonno, i quali si alternano continuamente in una serie di alleanze e conflitti.
Ancora, si è sottolineata l'arguta provocatorietà della sequenza finale, in cui la multinazionale statunitense produttrice di armi si serve di Londra come campo di prova per i suoi ultimi prototipi, sottoponendo gli edifici e i suoi abitanti a un continuo bombardamento, utile a dimostrare ai propri clienti senza scrupoli la loro potenza distruttiva prima di concludere gli affari comodamente seduti in poltrona.

### Progetti recenti
Nel 2006 partecipa in concorso alla 63ª Mostra internazionale d'arte cinematografica di Venezia con il film live-action Mushishi, tratto dal manga di Yuki Urushibara (pseudonimo di Yuki Yoshiyama) e già adattato come anime nel 2006, per la regia di Hiroshi Nagahama.
Nel 2006 ha lavorato all'anime Freedom, in collaborazione con la Nissin Food Products. Nato come progetto pubblicitario, ha costituito la base per la realizzazione di sette OAV in cui Otomo ha sperimentato l'utilizzo della computer grafica anche per i personaggi, ha curato storyboard, mecha design e character design originali, mentre la regia è di Shuhei Morita, già regista del mediometraggio animato Kakurenbo.
SOS! Tokyo Metro Explorers: The Next, diretto da Shinji Takagi e basata sul racconto di Otomo SOS! Big Tokyo Metro Explorers, è un progetto animato di 40 minuti ed è concepito come una radicale reinterpretazione del racconto, in forma di sequel.
Nel 2013 viene distribuito Short Peace, che comprende anche Combustible di Ōtomo.

## Opere principali

### Manga
- Jûsei (1973)
- Highway Star (1979)
- Short Piece (1979)
- Fireball (1979)
- Sound of Sand (1979)
- Domu - Sogni di bambini (1980-1983)
- Farewell to weapons (1981)
- Good Weather (1981)
- Hansel to Gretel (1981)
- Apple Paradise (1981)
- Sayōnara Nippon (1981)
- Kibun Ha Mô Sensô (1982)
- Boogie Woogie Waltz (1982)
- Akira (1982-1990)
- KABA (1989)
- Otomo Anthology 1 (1990)
- World Apartment Horror (1991) con Satoshi Kon e Keiko Nobumoto
- ZeD (1991) con Tai Okada
- The Legend of Mother Sarah (1990-2004) con Takumi Nagayasu
- Otomo Anthology 2 (1996)
- Hipira (2002)
- Steamboy (2005)
- Park (Kouen) (2006) one-shot
- DJ Teck's Morning Attack (2012) one-shot

### Anime
- Harmagedon - La guerra contro Genma  (幻魔大戦?, Genma Taisen) - character design (1983)
- Interrompete i lavori!  (Koji chushi meirei?) - episodio Manie-Manie - I racconti del labirinto  (Manie-Manie 迷宮物語,?, Manie Manie Meikyû monogatari) (1987)
- Robot Carnival  (ロボット・カーニバル,?, Robotto Kānibaru) - sequenza di apertura e chiusura (1987)
- Akira  (アキラ?, Akira) - regia e sceneggiatura (1988)
- Roujin Z  (老人Ｚ?, Rōjin Z) - sceneggiatura e mecha design (1991)
- Cannon Fodder  (大砲の街?, Taihō no machi) - episodio Memories  (メモリーズ?, Memorīzu) regia e sceneggiatura (1995)
- Perfect Blue  (パーフェクトブルー?, Pāfekuto burū) - supervisione (1997)
- Spriggan  (スプリガン?) - supervisione (1998)
- Metropolis  (メトロポリス?, Metoroporisu) - sceneggiatura (2001)
- Steamboy  (スチームボーイ?, Suchīmubōi) (2004)
- Freedom - storyboard, mecha design e character design (2006)
- Shin SOS Dai Tokyo Tankentai  (新SOS大東京探検隊?) - soggetto (2006)
- Combustible  (火要鎮?, Hi Yō Mamoru) - episodio di Short Peace  (ショート・ピース?, Shōto Pīsu) (2013)
- Space Dandy  (スペース☆ダンディ?, Supēsu Dandi) - concept design episodio 22 (2014)[6][7]

### Live action
- World Apartment Horror - regia e sceneggiatura, tratto dal manga dello stesso Ōtomo e Satoshi Kon (1991)
- Mushishi  (蟲師?) - regia (2006)